# Gruppo Sportivo Porto Robur Costa 2022-2023
Questa voce raccoglie le informazioni riguardanti il Gruppo Sportivo Porto Robur Costa nelle competizioni ufficiali della stagione 2022-2023.

## Stagione
Nella stagione 2022-23 il Gruppo Sportivo Porto Robur Costa assume la denominazione sponsorizzata di Consar RCM Ravenna.
Partecipa per la prima volta alla Serie A2: termina la regular season di campionato all'ottavo posto, qualificandosi ai play-off promozione dove viene eliminato nei quarti di finale dalla Callipo.

## Organigramma societario
Area direttiva
- Presidente: Matteo Rossi
- Vicepresidente: Daniela Giovanetti
- Direttore sportivo: Marco Bonitta
- Team Manager: Mattia Castellucci
- Segreteria generale: Tamara Pantaleone
- Responsabile settore giovanile: Roberto Costa

Area tecnica
- Allenatore: Marco Bonitta
- Allenatore in seconda: Francesco Guarnieri
- Assistente allenatore: Matteo Bologna
- Direttore tecnico settore giovanile: Pietro Mazzi

Area comunicazione
- Responsabile comunicazione: Maria Teresa Arfelli
- Addetto stampa: Massimo Montanari
- Responsabile eventi: Maria Teresa Arfelli

Area marketing
- Responsabile marketing: Tamara Pantaleone
- Responsabile biglietteria: Cristina Adifi

Area sanitaria
- Responsabile staff medico: Alessandro Nobili
- Medico: Carlo Casadio (dal 23 settembre 2022)
- Preparatore atletico: Simone Ade
- Fisioterapista: Stefano Bandini
- Radiologo: Ivan Nanni

## Rosa
| N° | Nome                 | Ruolo | Data di nascita   | Nazionalità sportiva |
| -- | -------------------- | ----- | ----------------- | -------------------- |
| 1  | Francesco Comparoni  | C     | 22 giugno 2001    | Italia               |
| 2  | Natale Monopoli      | P     | 28 maggio 1975    | Italia               |
| 2  | Manuel Coscione      | P     | 29 gennaio 1980   | Italia               |
| 4  | Leonardo Chiella     | L     | 23 settembre 2006 | Italia               |
| 5  | Simone Orto          | L     | 5 luglio 2004     | Italia               |
| 6  | Swan N'Gapeth        | S     | 9 gennaio 1992    | Francia              |
| 6  | Alberto Pol          | S     | 4 marzo 2001      | Italia               |
| 7  | Alessandro Bovolenta | S     | 27 maggio 2004    | Italia               |
| 8  | Martins Arasomwan    | C     | 1º gennaio 1995   | Italia               |
| 9  | Roberto Pinali       | S     | 28 gennaio 1995   | Italia               |
| 10 | Riccardo Goi         | L     | 24 agosto 1992    | Italia               |
| 11 | Filippo Mancini      | P     | 7 settembre 2004  | Italia               |
| 12 | Ranieri Truocchio    | S     | 12 marzo 2004     | Italia               |
| 14 | Mattia Orioli        | S     | 23 marzo 2004     | Italia               |
| 16 | Victorio Ceban       | C     | 22 novembre 2001  | Italia               |
| 18 | Lorenzo Tomassini    | C     | 12 giugno 2004    | Italia               |

## Mercato
| Acquisti | Acquisti          | Acquisti         | Acquisti   |
| R.       | Nome              | da               | Modalità   |
| -------- | ----------------- | ---------------- | ---------- |
| C        | Martins Arasomwan | Lupi Santa Croce | definitivo |
| C        | Victorio Ceban    | Mondovì          | definitivo |
| L        | Leonardo Chiella  | Invicta          | definitivo |
| P        | Manuel Coscione   | Libertas Brianza | definitivo |
| P        | Natale Monopoli   | Castellana       | definitivo |
| S        | Swan N'Gapeth     | Emma Villas      | definitivo |
| L        | Simone Orto       | Callipo          | definitivo |
| S        | Roberto Pinali    | Team Volley      | definitivo |
| S        | Alberto Pol       | Porto Viro       | definitivo |
| S        | Ranieri Truocchio | Modena           | definitivo |

| Cessioni | Cessioni                | Cessioni          | Cessioni   |
| R.       | Nome                    | a                 | Modalità   |
| -------- | ----------------------- | ----------------- | ---------- |
| P        | Mateusz Biernat         | Friedrichshafen   | definitivo |
| C        | Nicola Candeli          | Atlantide Brescia | definitivo |
| P        | Manuel Coscione         | Lupi Santa Croce  | definitivo |
| S        | Dimităr Dimitrov        | CSKA Sofia        | definitivo |
| C        | Alex Erati              | Porto Viro        | definitivo |
| C        | Francesco Fusaro        | Motta             | definitivo |
| S        | Niels Klapwijk          | Projekt Warszawa  | definitivo |
| S        | Aleksandar Ljaftov      | Al-Ibtisam        | definitivo |
| P        | Milan Peslać            | Dossobuono        | definitivo |
| L        | Matteo Pirazzoli        | Milano            | definitivo |
| S        | Alberto Pol             | Motta             | definitivo |
| P        | André Luiz Queiroz      | Al-Rayyan         | definitivo |
| P        | Lorenzo Ricci Maccarini | Normanna Aversa   | definitivo |
| S        | Luca Ulrich             | Schönenwerd       | definitivo |
| S        | Marko Vukašinović       | Al-Nasr           | definitivo |

## Risultati

### Serie A2

#### Girone di andata
| 1ª Giornata - 9 ottobre 2022 PalaCosta, Ravenna                        | Porto Robur Costa   | 1 - 3 | Lupi Santa Croce  | 14-25, 20-25, 25-20, 23-25        |
| 2ª Giornata - 16 ottobre 2022 PalaGrotte, Castellana Grotte            | New Mater           | 2 - 3 | Porto Robur Costa | 26-24, 20-25, 22-25, 25-18, 13-15 |
| 3ª Giornata - 19 ottobre 2022 PalaCosta, Ravenna                       | Porto Robur Costa   | 0 - 3 | Olimpia Bergamo   | 21-25, 23-25, 19-25               |
| 4ª Giornata - 23 ottobre 2022 PalaCosta, Ravenna                       | Porto Robur Costa   | 3 - 2 | Motta             | 25-22, 21-25, 25-22, 21-25, 15-13 |
| 5ª Giornata - 29 ottobre 2022 PalaCastagnaretta, Cuneo                 | Cuneo               | 3 - 1 | Porto Robur Costa | 25-19, 21-25, 26-24, 25-18        |
| 6ª Giornata - 6 novembre 2022 PalaCosta, Ravenna                       | Porto Robur Costa   | 3 - 0 | Atlantide Brescia | 25-21, 28-26, 25-20               |
| 7ª Giornata - 13 novembre 2022 Palasport Villa D'Agri, Marsicovetere   | Rinascita Lagonegro | 1 - 3 | Porto Robur Costa | 17-25, 25-27, 25-16, 17-25        |
| 8ª Giornata - 20 novembre 2022 PalaCosta, Ravenna                      | Porto Robur Costa   | 3 - 1 | Prata             | 25-23, 25-18, 19-25, 25-19        |
| 9ª Giornata - 27 novembre 2022 PalaFrancescucci, Casnate con Bernate   | Libertas Brianza    | 3 - 1 | Porto Robur Costa | 16-25, 25-20, 26-24, 25-21        |
| 10ª Giornata - 3 dicembre 2022 PalaMaiata, Vibo Valentia               | Callipo             | 3 - 2 | Porto Robur Costa | 23-25, 25-23, 22-25, 25-19, 15-9  |
| 11ª Giornata - 8 dicembre 2022 PalaCosta, Ravenna                      | Porto Robur Costa   | 3 - 1 | Tricolore         | 25-23, 14-25, 25-17, 29-27        |
| 12ª Giornata - 11 dicembre 2022 Palasport Grottazzolina, Grottazzolina | M&G                 | 3 - 2 | Porto Robur Costa | 18-25, 25-18, 23-25, 28-26, 15-12 |
| 13ª Giornata - 18 dicembre 2022 PalaCosta, Ravenna                     | Porto Robur Costa   | 0 - 3 | Porto Viro        | 22-25, 26-28, 22-25               |

#### Girone di ritorno
| 14ª Giornata - 26 dicembre 2022 PalaParenti, Santa Croce sull'Arno | Lupi Santa Croce  | 3 - 1 | Porto Robur Costa   | 25-22, 25-22, 28-30, 25-22        |
| 15ª Giornata - 8 gennaio 2023 PalaCosta, Ravenna                   | Porto Robur Costa | 3 - 1 | New Mater           | 16-25, 25-20, 25-23, 25-18        |
| 16ª Giornata - 15 gennaio 2023 Palazzetto dello Sport, Bergamo     | Olimpia Bergamo   | 3 - 1 | Porto Robur Costa   | 25-23, 12-25, 25-22, 25-19        |
| 17ª Giornata - 21 gennaio 2023 PalaBarbazza, San Donà di Piave     | Motta             | 1 - 3 | Porto Robur Costa   | 22-25, 26-24, 18-25, 22-25        |
| 18ª Giornata - 29 gennaio 2023 PalaCosta, Ravenna                  | Porto Robur Costa | 0 - 3 | Cuneo               | 20-25, 22-25, 23-25               |
| 19ª Giornata - 12 febbraio 2023 PalaSanFilippo, Brescia            | Atlantide Brescia | 0 - 3 | Porto Robur Costa   | 24-26, 20-25, 19-25               |
| 20ª Giornata - 18 febbraio 2023 PalaCosta, Ravenna                 | Porto Robur Costa | 3 - 0 | Rinascita Lagonegro | 25-19, 25-19, 25-10               |
| 21ª Giornata - 25 febbraio 2023 PalaPrata, Prata di Pordenone      | Prata             | 3 - 2 | Porto Robur Costa   | 25-18, 17-25, 25-21, 21-25, 19-17 |
| 22ª Giornata - 5 marzo 2023 PalaCosta, Ravenna                     | Porto Robur Costa | 1 - 3 | Libertas Brianza    | 19-25, 23-25, 25-22, 21-25        |
| 23ª Giornata - 12 marzo 2023 PalaCosta, Ravenna                    | Porto Robur Costa | 3 - 0 | Callipo             | 25-19, 25-20, 25-20               |
| 24ª Giornata - 19 marzo 2023 PalaBigi, Reggio nell'Emilia          | Tricolore         | 3 - 2 | Porto Robur Costa   | 26-24, 25-27, 20-25, 25-22, 15-12 |
| 25ª Giornata - 26 marzo 2023 PalaCosta, Ravenna                    | Porto Robur Costa | 3 - 0 | M&G                 | 25-19, 25-12, 25-15               |
| 26ª Giornata - 2 aprile 2023 Palazzetto dello Sport, Porto Viro    | Porto Viro        | 3 - 2 | Porto Robur Costa   | 25-22, 23-25, 23-25, 25-16, 17-15 |

#### Play-off promozione
| Quarti di finale (gara 1) - 16 aprile 2023 PalaMaiata, Vibo Valentia | Callipo           | 3 - 1 | Porto Robur Costa | 25-21, 25-17, 17-25, 25-22       |
| Quarti di finale (gara 2) - 19 aprile 2023 PalaCosta, Ravenna        | Porto Robur Costa | 2 - 3 | Callipo           | 22-25, 25-17, 16-25, 29-27, 9-15 |

## Statistiche

### Statistiche di squadra
| Competizione | Punti | In casa | In casa | In casa | In trasferta | In trasferta | In trasferta | Totale | Totale | Totale |
| Competizione | Punti | G       | V       | P       | G            | V            | P            | G      | V      | P      |
| ------------ | ----- | ------- | ------- | ------- | ------------ | ------------ | ------------ | ------ | ------ | ------ |
| Serie A2     | 39    | 14      | 8       | 6       | 14           | 4            | 10           | 28     | 12     | 16     |
| Totale       | -     | 14      | 8       | 6       | 14           | 4            | 10           | 28     | 12     | 16     |

G = partite giocate; V = partite vinte; P = partite perse 

### Statistiche dei giocatori
| Giocatore    | Serie A2 | Serie A2 | Serie A2 | Serie A2 | Serie A2 | Totale | Totale | Totale | Totale | Totale |
| Giocatore    | P        | PT       | AV       | MV       | BV       | P      | PT     | AV     | MV     | BV     |
| ------------ | -------- | -------- | -------- | -------- | -------- | ------ | ------ | ------ | ------ | ------ |
| M. Arasomwan | 25       | 183      | 150      | 29       | 4        | 25     | 183    | 150    | 29     | 4      |
| A. Bovolenta | 28       | 557      | 485      | 44       | 28       | 28     | 557    | 485    | 44     | 28     |
| V. Ceban     | 20       | 50       | 31       | 18       | 1        | 20     | 50     | 31     | 18     | 1      |
| L. Chiella   | 5        | 0        | 0        | 0        | 0        | 5      | 0      | 0      | 0      | 0      |
| F. Comparoni | 27       | 258      | 155      | 96       | 7        | 27     | 258    | 155    | 96     | 7      |
| M. Coscione  | 8        | 9        | 4        | 4        | 1        | 8      | 9      | 4      | 4      | 1      |
| R. Goi       | 28       | 0        | 0        | 0        | 0        | 28     | 0      | 0      | 0      | 0      |
| F. Mancini   | 26       | 59       | 16       | 21       | 22       | 26     | 59     | 16     | 21     | 22     |
| N. Monopoli  | 19       | 1        | 0        | 0        | 1        | 19     | 1      | 0      | 0      | 1      |
| S. N'Gapeth  | 11       | 87       | 71       | 10       | 6        | 11     | 87     | 71     | 10     | 6      |
| M. Orioli    | 27       | 322      | 269      | 23       | 30       | 27     | 322    | 269    | 23     | 30     |
| S. Orto      | 22       | 7        | 2        | 1        | 4        | 22     | 7      | 2      | 1      | 4      |
| R. Pinali    | 24       | 232      | 188      | 22       | 22       | 24     | 232    | 188    | 22     | 22     |
| A. Pol       | 11       | 46       | 38       | 8        | 0        | 11     | 46     | 38     | 8      | 0      |
| L. Tomassini | 2        | 0        | 0        | 0        | 0        | 2      | 0      | 0      | 0      | 0      |
| R. Truocchio | 11       | 6        | 3        | 0        | 3        | 11     | 6      | 3      | 0      | 3      |

P = presenze; PT = punti totali; AV = attacchi vincenti; MV = muri vincenti; BV = battute vincenti